# Томпсонвілл (Іллінойс)
Томпсонвілл (англ. Thompsonville) — селище (англ. village) в США, в окрузі Франклін штату Іллінойс. Населення — 486 осіб (2020).

## Географія
Томпсонвілл розташований за координатами 37°54′41″ пн. ш. 88°45′54″ зх. д. / 37.91139° пн. ш. 88.76500° зх. д. (37.911304, -88.765018).  За даними Бюро перепису населення США в 2010 році селище мало площу 5,30 км², з яких 5,26 км² — суходіл та 0,04 км² — водойми.

## Демографія
Згідно з переписом 2010 року, у селищі мешкали 543 особи в 215 домогосподарствах у складі 148 родин. Густота населення становила 102 особи/км².  Було 258 помешкань (49/км²).
Расовий склад населення:
| - 99,1 % — білих |

До двох чи більше рас належало 0,4 %. Частка іспаномовних становила 1,8 % від усіх жителів.
За віковим діапазоном населення розподілялося таким чином: 30,2 % — особи молодші 18 років, 57,3 % — особи у віці 18—64 років, 12,5 % — особи у віці 65 років та старші. Медіана віку мешканця становила 35,5 року. На 100 осіб жіночої статі у селищі припадало 93,2 чоловіків;  на 100 жінок у віці від 18 років та старших — 96,4 чоловіків також старших 18 років.
Середній дохід на одне домашнє господарство  становив 38 129 доларів США (медіана — 35 795), а середній дохід на одну сім'ю — 39 949 доларів (медіана — 38 500). Медіана доходів становила 32 105 доларів для чоловіків та 30 000 доларів для жінок. За межею бідності перебувало 19,6 % осіб, у тому числі 25,5 % дітей у віці до 18 років та 6,2 % осіб у віці 65 років та старших.
Цивільне працевлаштоване населення становило 262 особи. Основні галузі зайнятості: роздрібна торгівля — 18,3 %, освіта, охорона здоров'я та соціальна допомога — 17,2 %, виробництво — 14,5 %.